# Bohol
Bohol és una illa de les Filipines del grup de les Visayas; amb 3.269 km², és la desena illa més gran de l'arxipèlag. Està situada entre les illes de Cebú a l'oest, Leyte al nord-est i, al sud, enllà del mar de Bohol, Mindanao. Juntament amb les 73 petites illes adjacents (les principals de les quals, Panglao i Lapinig), conforma la província homònima, dins la regió de les Visayas Centrals, amb 4.117,3 km² i 1.313.560 habitants (2015) i capital a la ciutat de Tagbilaran, situada al sud-oest de l'illa principal.
Els turons conformen el paisatge de l'illa de Bohol. Hi ha dues serralades que s'estenen paral·lelament de nord-oest a sud-est. L'altiplà interior està dominat pels pujols de pedra calcària. Pels volts de Carmen, Batuan i Sagbayan, aquests pujols formen uns cons gairebé perfectes, coneguts popularment com els Turons de Xocolata (Chocolate Hills en anglès).

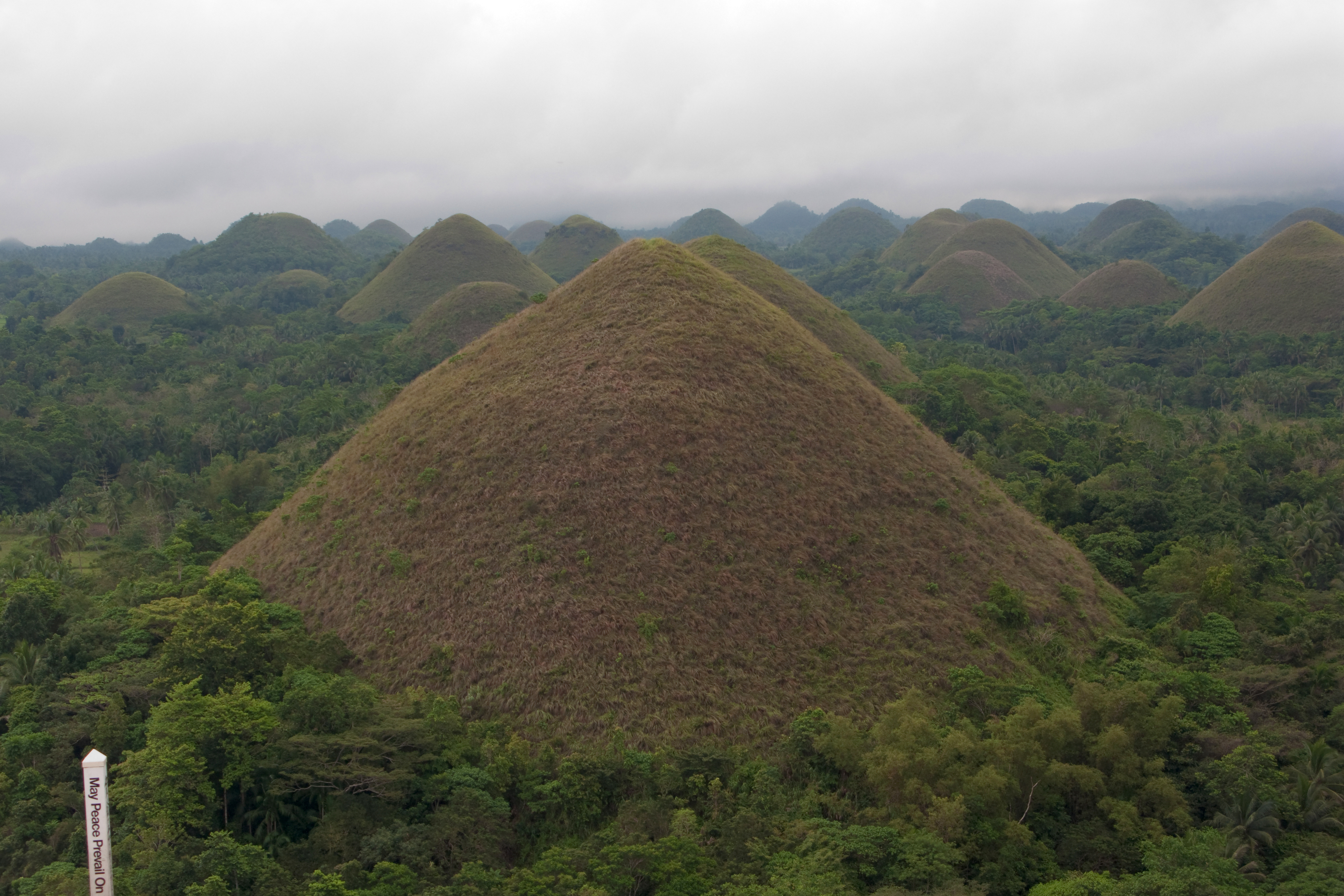
Turons de Xocolata

El clima de Bohol és generalment sec, amb la precipitació màxima entre els mesos de juny i octubre. L'interior és més fresc que la costa.
Bohol és una destinació turística popular, amb els turons, les platges de sorra blanca i les esglésies colonials. L'illa de Panglao, situada al sud-oest de la ciutat de Tagbilaran, habitualment apareix com un dels deu millors llocs de busseig del món. A les platges del sud s'hi situen nombrosos centres turístics, on hi arriben també bussos de tot el món. El tarser de les Filipines, considerat el segon primat més petit del món, és autòcton de l'illa.
Els boholans anomenen orgullosament la seva illa la «República de Bohol». Tot i que Bohol està separada de l'illa de Cebú per un pas molt estret i ambdues illes tenen una llengua comuna, el cebuà, els boholans conserven diferències evidents respecte dels cebuans.
Bohol és el lloc de naixença de Carlos P. Garcia, el quart president de les Filipines (1957-1960), natural de Talibon, al nord de l'illa.

## Divisió administrativa
La província es compon de 47 municipis i una ciutat (Tagbilaran), alhora subdividits en 1.109 barangays.

### Municipis
| - Alburquerque - Alicia - Anda - Antequera - Baclayon - Balilihan - Batuan - Bien Unido - Bilar - Buenavista - Calape - Candijay | - Carmen - Catigbian - Clarin - Corella - Cortes - Dagohoy - Danao - Dauis - Dimiao - Duero - Garcia Hernandez - Guindulman | - Inabanga - Jagna - Jetafe - Lila - Loay - Loboc - Loon - Mabini - Maribojoc - Panglao - Pilar - President Carlos P. Garcia | - Sagbayan - San Isidro - San Miguel - Sevilla - Sierra Bullones - Sikatuna - Talibon - Trinidad - Tubigon - Ubay - Valencia |